# Josef Antonín Mitrovský
Josef Antonín František hrabě Mitrovský z Nemyšle (německy Joseph Anton Franz Graf Mittrowsky von Mittrowitz und Nemyschl, 28. prosince 1733, Košice – 2. března 1808, Paskov) byl moravský šlechtic a generál císařské armády, v roce 1767 byl povýšen do hraběcího stavu. Od mládí sloužil v armádě a nakonec dosáhl hodnosti polního zbrojmistra. Po ukončení aktivní kariéry se usadil na Moravě, kde patřil k osobnostem osvícenství.

## Životopis

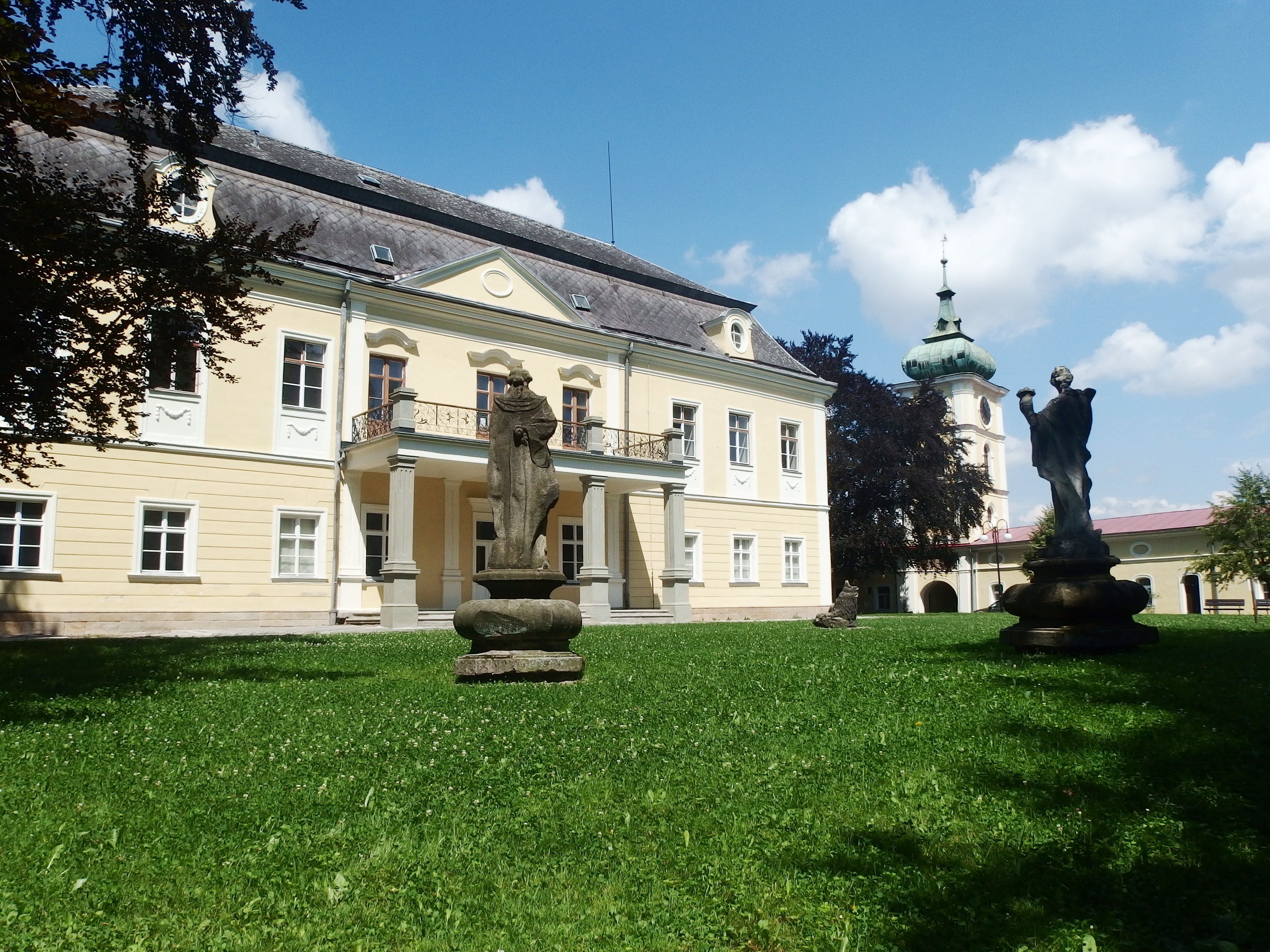
Zámek Paskov, sídlo Josefa Antonína Mitrovského

Pocházel ze starého šlechtického rodu Mitrovských z Nemyšle, patřil k tzv. uherské větvi. Narodil se jako nejstarší ze čtyř synů Jana Nepomuka Mitrovského (1704–1760), který působil jako státní úředník v Uhrách, proto se Josef narodil v Košicích. 
Od mládí sloužil v armádě a vyznamenal se za sedmileté války pod velením generála Ernsta Gideona von Laudona. Spolu s bratry byl v roce 1767 povýšen do hraběcího stavu. Později postupoval v armádních hodnostech, byl jmenován generálmajorem (1773) a polním podmaršálkem (1784). V letech 1786–1790 byl vrchním velitelem ve Slavonsku a mezitím dosáhl hodnosti polního zbrojmistra (1789). V letech 1790–1791 byl vrchním velitelem v Sedmihradsku, formálně pak až do roku 1806 zastával funkci velitele ve Valašsku, v té době ale již žil v soukromí na Moravě. Ve Valašsku zajal valašského a moldavského knížete Alexandra Ypsilantiho a jako státního vězně jej převezl do Brna. Na brněnském Špilberku se s Ypsilantim často setkával a nakonec se z nich stali přátelé díky názorové shodě v řadě témat.
Kromě vojenské kariéry se věnoval také svým soukromým zájmům a patřil k osobnostem osvícenství na Moravě. V roce 1779 koupil panství Paskov, po bezdětném strýci Arnoštu Josefu Benjaminovi (1706–1774) zdědil ještě panství Hrabyně s nově postaveným barokním zámkem. Trvale sídlil na zámku Paskov, kde podnikl stavební úpravy a soustředil zde také hodnotnou knihovnu ilustrující jeho zájmy a názory (Voltaire, Rousseau, Schiller ad.)

### Manželství a rodina
Josef Antonín Mitrovský byl ženatý s hraběnkou Karolínou Koháryovou († 1801) z uherské šlechtické rodiny, z jejich manželství se však nenarodily žádné děti. Jejich panství Hrabyně a Paskov proto zdědil bratranec Antonín Bedřich (1770–1842), rakouský státník, moravský zemský hejtman a nejvyšší kancléř.
Josefův mladší bratr Antonín Arnošt (1735–1813) sloužil v armádě, dosáhl hodnosti generálmajora, později se usadil v Brně, kde nechal postavit letohrádek Mitrovských.